# Typhlogastrura christianseni
Typhlogastrura christianseni är en urinsektsart som beskrevs av ?E. Thibaud 1975. Typhlogastrura christianseni ingår i släktet Typhlogastrura och familjen Hypogastruridae. Inga underarter finns listade i Catalogue of Life.